# Кузнецов, Сергей Николаевич (политик)
Серге́й Никола́евич Кузнецо́в (род. 7 октября 1969, г. Киселёвск, Кемеровская область, РСФСР, СССР) — российский политический и государственный деятель. 
С 19 августа 2024 года вице-губернатор Хабаровского края. Курирует внутреннюю, молодёжную и информационную политику Хабаровского края. 
Глава города Новокузнецк (9 сентября 2013 — 6 августа 2024).

## Биография
Родился 7 октября 1969 года в Киселёвске Кемеровской области. Проходил службу в десантных войсках. В 1992 году окончил факультет иностранных языков Новокузнецкого государственного педагогического института (английский и немецкий языки). В 1996 году окончил юридический факультет Кемеровского государственного университета (юриспруденция). Окончил магистратуру СибГИУ.

### Трудовая деятельность
Трудовая деятельность Кузнецова началась с 1995 года:
- 1995—2003 годы — директор Сибирского дивизиона ОАО «Комбинат Магнезит» (крупнейшее предприятие России по производству огнеупоров,
- 2003—2005 годы — генеральный директор ОАО «Гурьевский металлургический завод»,
- 2005—2006 годы — генеральный директор ЗАО «Завод Промстальконструкция» (Новосибирск),
- 2007 год — работа в компании «ЕвразХолдинг»,
- 2008—2010 годы — генеральный директор ОАО «Новокузнецкий вагоностроительный завод».

### Политическая деятельность
2010—2013 годы — заместитель губернатора Кемеровской области по промышленности, транспорту и связи, а также по поддержке и развитию предпринимательства.
7 июня 2010 года был назначен на должность заместителя губернатора Кемеровской области по промышленности, транспорту и предпринимательству.
25 июня 2013 года победил на праймериз ОНФ на пост главы города Новокузнецк, а уже 10 июля 2013 года был зарегистрирован кандидатом на пост главы города. С 6 августа ушёл в предвыборный отпуск, в связи с чем обязанности главы города исполнял Евгений Манузин.
8 сентября 2013 года в Единый день голосования был избран Главой города Новокузнецка.
9 сентября 2018 года по итогам голосования, действующий глава города Новокузнецка Сергей Кузнецов одержал победу с результатом 69,8%.
В 2020 году в Новокузнецке была проведена транспортная реформа, сократившая число маршрутов практически вдвое, при этом маршрутная сеть города была фактически полностью монополизирована иногородним ООО «Питеравто». Начало транспортной реформы было провальным, несмотря на значительное сокращение штата работников с прежних предприятий, они не желали устраиваться в «Питеравто», которые столкнулись с сильной нехваткой водителей, из иных регионов России были командированы часть водителей. Реформа вызвала ряд недовольств со стороны жителей города и спустя несколько дней около администрации города прошёл стихийный митинг, а 23 ноября возмущённые жители города собрались в здании администрации. Лишь через 2 дня Кузнецов вышел к горожанам. По состоянию на 2024 год в городе до сих пор сохраняется острая нехватка водителей. Это приводит к высоким показателям срывов графика движения, что негативно сказывается на транспортной системе и пассажирах.
6 июля 2023 года Сергей Кузнецов во время эфира программы «Утром с мэром» предложил сменить название города Новокузнецка на Сталинск.

«Горожане не должны забывать о старом имени города — Сталинске». Также, мэр добавил: 
Неслучайно мы начинаем эту трилогию: Кузнецк-Сталинск-Новокузнецк, и она будет идти везде. Новокузнецк как название города само по себе, наверное, не то что неактуально, а требует корректировки. Несомненно, это Кузнецк-Сталинск-Новокузнецк. Как, к примеру, Ленинск-Кузнецкий или Анжеро-Судженск.
12 сентября 2023 года был объявлен конкурс на занятие должности главы Новокузнецка.
Выборы главы города Новокузнецка в Новокузнецком горсовете состоялись 24 октября. Сергей Кузнецов был избран главой городского округа.
5 августа 2024 года Кузнецов заявил об уходе в отставку с должности главы Новокузнецка в связи с участием в государственном проекте. 6 августа согласовали досрочную отставку во время заседания городского совета. 
Исполняющий обязанности Главы Новокузнецка назначен первый заместитель — Евгений Александрович Бедарев.
19 августа 2024 года Сергей Кузнецов был назначен заместителем губернатора (вице-губернатором) Хабаровского края Дмитрия Демешина. Курирует внутреннюю и информационную политику.

### Деятельность на посту главы города
Возглавлял экспертный совет при главе города по инновационному развитию промышленности.

## Награды и поощрения
- Медаль «За особый вклад в развитие Кузбасса» III степени — 2004 год.
- Медаль «За веру и добро» — 2004 год.
- Медаль «За благоустройство земли Кузнецкой» — 2014 год.
- Медаль МЧС России «За пропаганду спасательного дела» — 2014 год.
- Медаль «За личный вклад в охрану окружающей среды» — 2015 год.
- Орден За заслуги перед Отечеством 2 степени — 2024 год[23].